# 藤井五一郎
藤井 五一郎（ふじい ごいちろう、1892年（明治25年）11月1日 - 1969年（昭和44年）10月29日）は、日本の弁護士、裁判官。公安調査庁初代長官。

## 人物
山口県下関市出身。藤井啓一の長男。豊浦中学校、第三高等学校を経て、東京帝国大学法学部卒業。
東京地方裁判所判事となり、裁判長として河上肇の治安維持法違反事件では実刑を、血盟団事件では温情判決を、帝人事件では全員無罪を言い渡した。その後大審院判事。戦後は弁護士を経て、1952年、公安調査庁の初代長官となる（～1962年）。1969年10月29日死去、76歳。

## 家族・親族
藤井家
- 父・啓一[2]（1868年 - 1953年、衆議院議員、弁護士）
- 妻[2]
- 長男、長女、二男、三男[2]